# 市場価値
市場価値（しじょうかち）は、価格時点において買う意欲のある買い手と売る意欲のある売り手が各自市場及び資産に関する十分な情報を持ち、慎重に、かつ強制されないで行動し、適切なマーケティングの後に、第三者間の公正な取引交渉を経て、当該資産が交換されるであろう評価額である。（国際評価基準）
一般には、「適正な時価」あるいは「正常な取引価格」と称されている。

## 不動産鑑定
不動産の鑑定において、市場価値概念は、すべての不動産の価値概念の基本となっており、日本の不動産鑑定評価基準における正常価格と同義と解されている。

### 評価の方法
市場価値の評価は、その不動産の性格および公開市場において当該不動産が取引される可能性が最も高い状況を反映した評価方法及び評価手順に従って行なわれる。
市場価値を評価する最も一般的な方法は、原価法、取引事例比較法及び収益還元法である。

### 評価上の留意点

#### 価格時点
市場価値の評価額は指定された時点、すなわち価格時点の価格である。評価額は過去または未来の時点ではなく、まさに価格時点 現在における実際の市場の状態及び状況を反映している。従って、評価を行うにあたっては価格時点を特定する必要がある。

#### 公正な取引
親会社と子会社間、あるいは貸主と借主間のような特別の利害関係を持たない人々の間において、おのおのが公正な立場に立って取引が行われることを前提としている。

#### 最有効使用の判定
最有効使用とは、物理的に可能で、適切妥当で、法的に許容され、対象不動産の最高の価値が実現されるような最も確からしい使用をいう。市場価値を評価するには、評価人はまず最有効使用がなんであるかを判定しなければならない。最有効使用は現行の用途を継続するものである場合もあろうし、違う使用方法の場合もあろう。その決定は市場から得られる資料に基づいて行なわれる。

#### 現行用途使用を前提とした評価
資産の現行用途が継続されることを前提とした評価。その場合、現行の用途が最有効使用であるかどうかにかかわりなく、現行用途のまま、市場で売却されるであろうこと、及びその他の点では市場価値の定義を満たしていることを前提として評価を行う場合がある。通常、市場価値は最有効使用を前提として認識するため、現行用途の市場価値との差違は、最有効の乖離の程度、あるいは収益力の開差と考えられる。一般的には建付減価としても認識される。

## 人材評価
人材紹介業においては、労働者の労働市場における価値が市場価値と呼ばれている。市場価値という概念は、組織人材分析や企業内研修等で企業の内外を問わず活躍できるかどうか確認する指標として活用されることが多い。また、就職・転職する際に、転職候補者の推定年収を算定する際にこの言葉が用いられることが多い。

### 経緯
1990年代中盤まで、「市場価値」という言葉はまだ浸透していなかった。90年代から、山一證券や北海道拓殖銀行といった大企業が経営破たんしたことを受けて、転職市場の成長を受け、その中で高い評価を得ることが注目されるようになった。それ以降、人材の流動化が徐々に高まり、社内の評価のみならず、社外からの評価、すなわち転職人材として価値判断基準が社会的に求められた。
市場価値測定研究所から「市場価値測定テスト」がリリースされ、NHKの「NHKスペシャル－世紀を越えて」、「クローズアップ現代」、「ワールドビジネスサテライト」等のマスコミで取り上げられたことで一般に知られるようになった。

### 評価の方法
市場価値の評価方法として、コミュニケーション能力やストレスコントロール能力などの基礎能力から算出するものと、所有資格や実務経験などから専門・実務能力を判定するものに分けられる。
「市場価値測定テスト」では、ビジネス基礎能力や性格特性などを中心に算出する方式であった。その後、転職希望者の囲い込み策として、リクルートやインテリジェンスなどの大手紹介会社が職務経歴等より実務力や専門力を中心とする年収査定サービスを始めるようになった。近年、雇用の更なる流動化が進むにつれ、上記のような市場価値を測定するサービスが急速に広まっている。

### 不動産業
- 早期売却価格
- 正味実現可能価額
- 回収可能価額
- 担保評価額
- 強制売却価格
- 財産処分価額
- 事業継続価値
- 取得補償額
- 投資採算価値
- 正常価格
- 限定価格
- 特定価格
- 特殊価格
- 公示価格
- 路線価
- 固定資産税評価額

### 人材紹介業
- 人材
- ヘッドハンティング